# Schefflera enneaphylla
Schefflera enneaphylla är en araliaväxtart som beskrevs av Bui. Schefflera enneaphylla ingår i släktet Schefflera och familjen araliaväxter.
Artens utbredningsområde är Vietnam. Inga underarter finns listade.